# Francisco Laínez

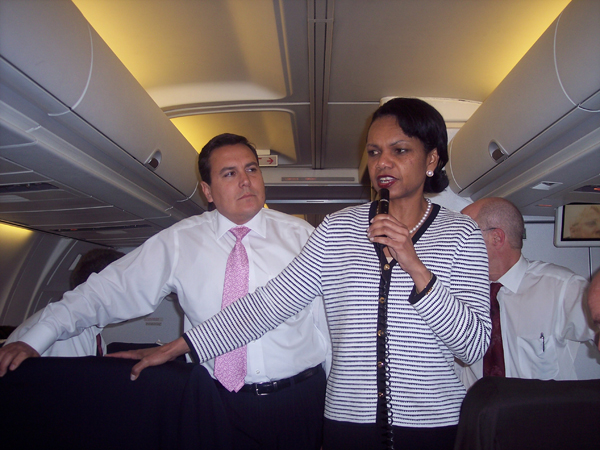
Francisco Laínez und Condoleezza Rice (2005)

Francisco Esteban Antonio Laínez Rivas (* 23. März 1961 in San Salvador) ist ein Politiker aus El Salvador.

## Leben
Laínez wurde als Nachfolger von María Eugenia Brizuela de Ávila nach dem Amtsantritt von Präsident Antonio Saca Außenminister in dessen Kabinett, dem neben ihm auch Vizepräsidentin Ana Vilma de Escobar, Verteidigungsminister General Otto Romero, Finanzminister Guillermo López sowie Innenminister René Mario Figueroa angehörten. Das Amt des Außenministers hatte er bis zu seinem Rücktritt am 15. Januar 2008 inne und wurde am darauf folgenden 16. Januar 2008 durch die Rechtsanwältin Marisol Argueta de Barillas abgelöst.